# Willie Anthony Waters
Willie Anthony Waters (Miami, Florida, 11 de octubre de 1951) es un director de orquesta estadounidense dedicado a la dirección de ópera. siendo el primer afroamericano en convertirse el director artístico de una compañía de ópera estadounidense.

## Vida
Graduado de la Universidad de Miami, recibió su maestría en dirección de orquesta en la Memphis State University en 1975.

## Carrera
Su debut profesional fue 1979, con la Utah Symphony y fue administrador de la Ópera de San Francisco. Durante siete años fue director artístico de la Miami Opera (hoy Gran Ópera de Florida) durante su gestión dirigió Salomé, Manon Lescaut, Die Walküre, Macbeth, Aida, Of Mice and Men, Falstaff, Bianca e Falliero, Cristoforo Colombo, La Gioconda, Turandot, Tosca, Carmen y Lucia di Lammermoor.
Ha dirigido la Ópera de Connecticut durante doce temporadas y en la Ópera de Boston, Eugene Opera, New York City Opera, Opera Colorado, Ebony Opera Houston y la Deutsche Oper Berlin entre otras. Fue director musical del Festival de San Antonio, 1983-1985.
En 1995 dirigió el estreno de Porgy and Bess en Ciudad del Cabo, Sudáfrica.
Waters ha sido director musical de la Fundación Martina Arroyo y el Prelude to Performance Summer Opera Training Institute.
Grabó para Phillips el recital Ol' Man River dirigiendo al bajo Simon Estes con la Orquesta de la Radio de Múnich y otro recital con la mezzosoprano Shirley Verrett.
Dirigió la Orquesta de Cleveland en 2016 en un concierto dedicado a Martin Luther King en el Severance Hall. Otras orquestas que ha dirigido son la Orquesta Brucknerhaus de Linz, la Sinfónica de Detroit, Filarmónica de Essen, Filarmónica de Florida, la Sinfónica de Indianápolis, Orquesta de la Radio Noruega, Festival de Spoleto, Sinfónica de la SWR de Baden-Baden y la Sinfónica de Tallahassee.
El maestro sufrió un accidente cerebrovascular hacia 2019 que lo mantiene alejado de la actividad profesional y fue ingresado por COVID en 2020 en su ciudad natal, donde actualmente reside en un centro de atención.

## Premios y reconocimientos
- En 1991 le fue otorgado el Premio de Martell.
- En 2005 recibió un doctorado honoris causa por la Universidad de Hartford.
- En 2013 fue galardonado con el Legacy Award.